# Vasile Ursachi
Vasile Ursachi (n. 30 decembrie 1934, Havârna, Botoșani) este doctor în științe istorice, arheolog, cercetător științific, cetățean de onoare al municipiului Roman.

## Biografie
Școala generală în com. Havârna (1941-1946), Școala Pedagogică Șendriceni - Dorohoi, Universitatea  Al. I. Cuza, Iași - Fac. de Istorie, doctorat (1986) Universitatea Alexandru Ioan Cuza, conducător Acad. Mircea Petrescu Dîmbovița, Director al Muzeului de Istorie Roman (1 septembrie 1957-31 decembrie 2004); diplomat universitar, cercetător științific gradul I, expert în arheologie. Căsătorit cu muzeograf Minodora Ursachi, fondatoare a Muzeului de Artă din Roman (1957); autoare a volumelor: Muzeul de Artă Roman 50 de ani, Ed. Mușatinia, Roman, 2007; Identități artistice la Roman, Ed. Mușatinia, Roman, 2013.

## Activitate profesională
A condus peste 20 de șantiere arheologice la: Văleni, Aldești, Săbăoani, Roman - Cetatea Nouă a Romanului și Episcopie, Tămășeni, Brad, Pâncești, Bozieni. 

## Lucrări publicate
- Cetatea dacică de la Brad - Zargidava, 600 p. Buc. 1995
- Roman - mic îndreptar turistic, 70 p. Ed. Meridiane, Buc. 1977
- Situl arheologic de la Brad, 42 p. Buc. 1996
- Monografia arheologică - Săbăoani, vol. I, 585 p. Ed. Demiurg, 2007.
- Monografia arheologică - Săbăoani, vol. II, 461 p. Ed. Demiurg, 2010.
- Episcopia Romanului - Cercetări arheologice, 247 p. Ed. Filocalia Roman, 2008,
- Muzeul de Istorie Roman - 50 de ani, 330 p. Ed. Grafit, Roman, 2007.
- Așezarea dacilor liberi de la Simionești, 136 p. Ed. Mușatinia Roman, 2013

în colaborare
- Văleni - o mare necropolă a dacilor liberi I. Ioniță, V. Ursachi, 200 p.Ed. Junimea, Iași, 1988, Premiul Academiei
- Ghidul monumentelor din jud. Bacău și Neamț V. Căpitanu, V. Ursachi, Bacău, 1971, 128 p.

coordonator general
- Istoria orașului Roman 1392-1992, editat de Societatea Culturală Roman 600,  400 p. 1992

În reviste
- Piese de harnașament descoperite în așezarea daco-carpică de la Săbăoani, Memoria Antiquitatis, I, 1969, pp. 327-331.
- Săpăturile arheologice de la Văleni (jud. Neamț), Materiale și CercetăriArheologice, I, 1970, pp. 263 – 270.
- Ceramica dacică pictată din Cetatea de la Brad, M.A., XV-XVII, pp. 43 – 97.
- Contribuții la problema dispariției așezărilor de tip dava, Iași, 1994, Omagiu lui Alexandru Zub, la împlinirea a 60 de ani.
- Le dépöt d'objets de parure énéolithique de Brad, com. Negri, dép. De Bacău, Bibliotheca Archeologica Iassiensis, IV, Iași, 1990, p. 335 – 386.
- Elementele decorative ale cănilor geto-dacice, A.M. XVIII, Buc. 1995.
- Zargidava - centrul politic al regilor daci în Zargidava, Bacău, 2002, p. 7-16
- Sanctuarul de la Brad, în Lucrările Colocviului Internațional - Brașov, 19-21oct. 2006.
- Scurtă prezentare a descoperirilor arheologice din prima epocă a fierului și epoca geto-dacică în județul Bacău, Carpica XXXVI, 2007, p. 42-127.
- Un semn sarmatic pe o stelă funerară descoperită la Tansa, județul Iași, în volumul Omagiu Mircea Babeș, dedicat prof. univ. Mircea Babeș, Pitești, 2011, p. 305-314.
- Fortificații dacice pe Valea Siretului, în vol. Geto-Dacii dintre Carpați și Nistru în sec. II î. Chr. - se. II d. Chr., p. 162-186.
- Contribuții la problema ritului de înmormântare la carpo-daci, Carpica II, 1969, p. 199-201;
- Piese de harnașament descoperite în așezarea daco-carpică de la Săbăoani, Memoria Antiquitatis, I, 1969, pp. 327-331;
- Cercetări arheologice efectuate de Muzeul de Istorie din Roman în zona râurilor Siret și Moldova, Carpica, I, 1968, pp. 111-188;
- Contribuții la problema așezărilor dacice de pe Valea Siretului, Memoria Antiquitatis, I, 1969, pp. 105 - 119;
- Săpăturile arheologice de la Văleni (jud. Neamț), Materiale și Cercetări Arheologice, I, 1970, pp. 263 - 270;
- Principaux rèsultats des feuilles archéologiques de Brad, Actes du II-a Congrès Internaț ional de Thracologie, vol II, București, 1980, pp. 61 - 70;
- Elemente și influențe romane la est de Carpați în secolele II - III e.n., Hierasus, 1978, pp. 147 - 185;
- Noi sisteme de fortificații în așezarea dacică de la Brad (jud. Bacău), Materiale și Cercetări Arheologice, Tulcea, 1980, pp. 178 - 182;
- Cele mai vechi dovezi ale practicării agriculturii la Brad, județul Bacău, Cercetări Agronomice în Moldova, XVIII, vol. 2 (70), Iași, 1985, pp. 159 - 162;
- Sanctuarul dacic din cetatea de la Brad - M.A., XII-XIV, pp. 93 - 107;
- Rituri și ritualuri de înmormântare în așezarea de la Brad, M.A., XII-XIV,  47 p.
- Fortificații dacice pe Valea Siretului, Carpica, XVIII-XIX, 1986 - 1987, 20 p.
- Ceramica dacică pictată din Cetatea de la Brad, M.A., XV-XVII, pp. 43 - 97;
- Cetatea dacică de la Brad - Thraco-Dacica, 1987, VIII, 1 - 2, pp. 100 - 126;
- Depozitul de obiecte de podoabă eneolitice de la Brad, com. Negri, jud. Bacău, Carpica XXIII/1, 1992, pp. 51 - 103;
- Dava geto-dacică de la Brad, jud. Bacău, Materiale și Cercetări Arheologice, București, 1992, pp. 115 - 120;
- Vasile Pârvan și davele de pe Siret, Carpica XXIII/1, 1992, pp. 125 - 130;
- Cetatea dacică de la Brad, Chișinău, 1991, p. 38 - 42, sesiune comunicări;
- Zargidava, Roumanie pages d' histoire, VI, nr. 3 - 4/1981, pp. 149 - 152;
- Cetatea dacică de la Brad, Symposia Thracologica, Craiova, I, 1983, p. 59 - 61;
- Necropola din sec. IV de la Săbăoani, M.A., XIX, 1994, p. 261 - 278;
- Contribuții la problema dispariției așezărilor de tip dava, Iași, 1994, Omagiu lui Alexandru Zub, la împlinirea a 60 de ani, p.
- Le dépöt d'objets de parure énéolithique de Brad, com. Negri, dép. De Bacău, Bibliotheca Archeologica Iassiensis, IV, Iași, 1990, p. 335 - 386;
- Situl arheologic de la Brad, Buc., 1996;
- Elementele decorative ale cănilor geto-dacice, A.M. XVIII, Buc. 1995;
- Tezaurul de monede romane de la Tămășeni, Carpica, 1997;
- Contribuția cercetărilor arheologice în cetatea dacică de la Brad la cunoașterea culturii geților est-carpatici, Carpica XXVI, 1997, p. 43 - 49;
- Așezarea dacică de la Pâncești, Carpica XXIX, p. 83 -112, Bacău 2000
- Un mormânt hallstattian descoperit la Aldești-Secuieni, Musaios 2001
- Un nouveau motif dècoratif sur la poterie dace peinte, Studia Antiqua et Archaeologica, VII, Iași, 2000, p. 345-350
- Așezarea dacică de la Tămășeni, jud. Neamț,  Memoria Antiquitatis, XXII,  70 p.
- Așezarea dacică de la Gâdinți, com. Sagna, jud. Neamț, Carpica, XXX, 2001, 29 p.
- Zargidava - centrul politic al regilor daci în Zargidava, Bacău, 2002, p. 7-16
- Muzeul de Istorie Roman în Prix Européen du Musée de l'Année – descandidats 1997 -  p. 60, 379
- Fortificațiile dacilor pe Valea Siretului Mijlociu în Buletinul Muzeului Militar Național 1/2003, partea II-a, București 2003, p. 46-53;
- La necropole tumulaire de Brad, în The 2-nd International Symposium of funerary archaeology, Tulcea, 1995, p. 38;
- O nouă descoperire legată de gropile de cult geto-dacice, CUMIDAVA, XXV, Brașov 2002, p. 21-25;
- Spațiul public în „dava de la Brad” în Scripta in honorem nonagenarii magistri  Mircea Petrescu Dâmbovița oblata - Iași 2005, p. 621-634;
- Sanctuarul de la Brad,  în Lucrările Colocviului Internațional - Brașov, 19-21 oct. 2006;
- Biserica Sfânta Vineri din Roman - contribuții arheologice, în revista Cronica Romanului;
- Elemente de cult în cetatea dacică de la Brad, în Lucrările Congresului IX de  Tracologie - Chișinău 2005;
- Inițierea cercetărilor arheologice de la Cetatea Nouă a Romanului în Lucrările Sesiunii Științifice Roman 2004
- Roman - Strada Mare în volumul Lucrările Sesiunii dedicate celor 611 ani de la prima atestare documentară a Romanului;
- Un nou element al procesului de urbanizare la daci  în Lucrările Sesiunii Științifice Piatra-Neamț, 1999, p. 13
- Noi sisteme de fortificații în așezarea dacică de la Brad, în Materiale și Cercetări Arheologice, Tulcea, 1980, p. 178-182.
- „Așezarea dacilor liberi de la Rocna”, în Omagiu Florea Costea, 2007
- „Cetatea dacică de la Brad”, în Lucrările Sesiunii de Comunicări, Chișinău,  1991, p. 38-42
- „Scurtă prezentare a descoperirilor arheologice din prima epocă a fierului și epoca geto-dacică în județul Bacău”, Carpica XXXVI, 2007, p. 42-127
- „Tombes tumulaires de l’Ậge du Fer dans de Sud-Est de l’Europe”, în Actes du IIe Colloque International d’Archéologie Funéraire, Tulcea, 2000, p. 231
- „Rites et rituels funéraires chez les daces de la cité de Brad, commune de Negri, départament de Bacău”, Tulcea, 2000, p. 169-183
- Așezarea și necropola din sec. IV d. Chr. De la Săbăoani, în Omagiu lui Gavrilă Simion la a 80-a aniversare, p. 239-254.
- Elemente de spiritualitate geto-dacice în contextul descoperirilor de la Brad, Simpozion Thracologie, nr. 3, Constanța, 1985, p. 84-86.
- Așezarea sec. VI-VII de la Săbăoani, în Omagiu lui Valeriu Sârbu, Brăila, 2010, p. 557-587.
- Necropola de la Izvoare - Bahna din sec. II-III d. Chr., în Rev. Acta Musei Tutovensis, nr. V, 2010, p. 7-76.
- Descoperiri arheologice în comuna Stănița, Neamț - file de istorie, Roman, 2009, Ed. Filocalia, p. 59-84.
- Scurtă prezentare a descoperirilor arheologice din perioada primei epoci a fierului - Hallstatt și din epoca geto-dacică sec. IV î. Chr. în jud. Bacău, Carpica, XXXVI, 2007, p. 42-128.
- Cercetările arheologice de la Săbăoani „La Bisericuță II”, în „Ca toți să fie una”, volum dedicat Episcopului Petru Gherghel la 70 de ani, 2010, p. 231-262.
- Cercetările arheologice de la Episcopia Romanului, în Revista 613 ani de la prima atestare documentară a Romanului, 2006, p. 59-66.
- Dovezi ale începutului creștinismului în zona Romanului, în Revista 614 ani de la  prima atestare documentară a Romanului, 2007, p. 5-9.
- Două monumente din rezervația arhitectonică a străzii Ștefan cel Mare, în Revista 619 de la prima atestare documentară a Romanului, 23011, p. 49-54.
- In Memoriam Dr. Epifanie Cozărăscu, în Revista 619 ani de la prima atestare documentară a Romanului, 2011, p. 182-183.
- Cetatea dacică de la Brad în contextul culturii materiale și spirituale ale dacilor estcarpatici, în Revista Angustia, 27 pagini.
- Un semn sarmatic pe o stelă funerară descoperită la Tansa, județul Iași, în volumul  Omagiu Mircea Babeș, dedicat prof. univ. Mircea Babeș, Pitești, 2011, p.305-314.
- Cetatea dacică de la Răcătău, în volumul Geto-Dacii dintre Carpați și Nistru în sec. II î. Chr. - sec II d. Chr., p. 278-323.
- Cetatea dacică de la Brad, în vol. Geto-Dacii dintre Carpați și Nistru în sec. II î. Chr. - sec. II d. Chr., p. 324-386.
- Fortificații dacice pe Valea Siretului, în vol. Geto-Dacii dintre Carpați și Nistru în sec. II î. Chr. - se. II d. Chr., p. 162-186.

în colaborare
- V. Căpitanu și V. Ursachi - Două tezaure de denari romani republicani descoperite la Răcătău și Pâncești, Carpica, IV, 1971, pp. 167 - 195
- M. Chițescu și V. Ursachi - Două tezaure romane imperiale descoperite în Moldova, Carpica, II, 1969, pp. 143 - 156;
- V. Căpitanu și V. Ursachi - O nouă cetățuie dacică pe Valea Siretului, Carpica, II, 1969, 37 p.
- O. Necrasov, V. Ursachi, D. Botezatu și Gh. Ștefănescu - Studiul resturilor osoase din mormintele cimitirelor birituale de la Gabăra-Moldoveni și Săbăoani I (jud. Neamț) sec. II - III e.n. S.C. Antropologie, tomul 6, nr. 1, 1969, pp. 7 - 15;
- V. Căpitanu și V. Ursachi - Descoperiri geto-dacice în județul Bacău, Crisia, 1972, 97 -114;
- V. Căpitanu und V. Ursachi - Brad und Răcătău, zwei getisch-dakische befestigte Siedlungan (Kreis Bacău), Thraco-Dacica, București, 1976, pp. 271 - 277;
- V. Căpitanu, C. Buzdugan și V. Ursachi - Săpăturile de la Buda (r. Buhuși), Materiale, VIII, 1962, pp. 141- 144
- Ioniță și V. Ursachi - Noi date arheologice privind riturile funerare la carpo-daci, S.C.I.V., 2, pp. 213 - 226;
- Ioniță și V. Ursachi - La nécropole carpe des II - III siècles de n.e. à Văleni, Inventaria Arheologica, Roumanie, fascicola 9 (R52 - R 63, 14 feuilles), 1977;
- Ioniță și V. Ursachi - Nouvelles donnés archéologiques concernant les carpo-daces, Actes  du VII-e Congrès Internațional des Sciences Préhistoriques et Protohistoriques, Praga, 1966, vol. 2, pp. 1022 -1024;
- V. Căpitanu, V. Ursachi - Cetatea dacică de la Moinești, Carpica, XVIII-XIX, 1986-1987, 16 p
- V. Ursachi, V. Bârliba - Descoperiri monetare din așezarea dacică de la Brad, A.M., XV, 1992, pp. 97 - 105;
- V. Ursachi, D. Hordilă, M. Alexianu, Gh. Dumitroaia, Dan Monah - Cercetări de suprafață pe Valea Siretului, la nord de municipiul Roman, M.A., XVIII, 1992, pp. 145 - 176;
- V. Mihăilescu Bârliba, V. Ursachi - Tezaurul de monede romane descoperit la Traian, județul Neamț, A.M., XII, Iași, 1988, p. 117 - 130;
- V. Căpitanu, V. Ursachi - Necropola carpică de la Poiana - Negri, jud. Bacău, Carpica, XXIII/2, p. 143 - 149;
- V. Căpitanu, V. Ursachi - Cetatea dacică de la Moinești, Simposia Thracologica, nr. 6, P..Neamț, 1988.

Peste 10 cataloage de expoziții interne și internaționale

## Premii
- Premiul Vasile Pârvan  al Academiei Române, (1991)
- Meritul Cultural în grad de Comandor

## Afilieri
- Institutul Național de Tracologie
- Institutul de Preistorie și Protoistorie Cluj-Napoca
- Membru titular al Academiei Oamenilor de Știință din România
- Membru de onoare al Institutului de Arheologie Iași al Academiei Române
- Membru al Adunării Naționale a Bisericii Ortodoxe Române - două legislaturi 2000-2008.

Participant la congrese
- Congresul de Pre și Protoistorie - Praga 1966
- Congresul de Istorie - București 1980
- Congresul de Tracologie - București 1980; Belgrad 1981; Chișinău 2005.

## Aprecieri
- Acad. Alex. Zub
- Acad. Alex. Vulpe
- Prof. Univ. Dan Gh. Teodor
- Cercetător Principal I Dr. Ion Ioniță
- Prof. Univ. Mircea Babeș
- Prof. Univ. Nicolae Ursulescu